# Люк Волтон
Люк Теодор Волтон (англ. Luke Theodore Walton; нар. 28 березня 1980) — американський професіональний баскетболіст. По завершенні ігрової кар'єри — тренер. З 2022 року є асистентом головного тренера «Клівленд Кавальєрс».

## Кар'єра в НБА
Волтон був обраний на драфті 2003 під 32 загальним номером «Лейкерс». Протягом сезонів 2003—2006 Волтон був запасним гравцем, однак його статистичні показники постійно покращувались (2.4 очок в середньому за гру у сезоні 2003-04 — 5 очок за гру у сезоні 2005-06; 10 хвилин в середньому в 2003-04 — 19 хвилин в середньому у 2005-06).
У сезоні 2006-07 Волтон став гравцем стартової п'ятірки — він розпочинав 60 ігор. У цьому сезоні Волтон встановив особисті рекорди за середніми результатами у всіх 5 основних статистичних категоріях.
В наступних сезонах показники знову погіршуються. У сезоні 2009-10 Волтон жодного разу не виходив у стартовій п'ятірці, а проводив на майданчику навіть менше часу, ніж у дебютному сезоні — у середньому 9.1 хвилин за гру. Після здобуття «Лейкерс» чемпіонства за підсумками сезону 2009-10, Люк та його батько (Білл Волтон) стали першими в історії батьком та сином, котрі обидвоє ставали чемпіонами НБА більше одного разу.
15 березня 2012 Люк перейшов у «Клівленд Кавальєрс».

### Статистика кар'єри в НБА

#### Регулярний сезон
| Сезон    | Команда              | GP  | GS  | MPG  | FG%  | 3P%  | FT%  | RPG | APG | SPG | BPG | PPG  |
| -------- | -------------------- | --- | --- | ---- | ---- | ---- | ---- | --- | --- | --- | --- | ---- |
| 2003–04  | Лос-Анджелес Лейкерс | 72  | 2   | 10.1 | .425 | .333 | .705 | 1.8 | 1.6 | .4  | .1  | 2.4  |
| 2004–05  | Лос-Анджелес Лейкерс | 61  | 5   | 12.6 | .411 | .262 | .708 | 2.3 | 1.5 | .4  | .2  | 3.2  |
| 2005–06  | Лос-Анджелес Лейкерс | 69  | 6   | 19.3 | .412 | .327 | .750 | 3.6 | 2.3 | .6  | .2  | 5.0  |
| 2006–07  | Лос-Анджелес Лейкерс | 60  | 60  | 33.0 | .474 | .387 | .745 | 5.0 | 4.3 | 1.0 | .4  | 11.4 |
| 2007–08  | Лос-Анджелес Лейкерс | 74  | 31  | 23.4 | .450 | .333 | .706 | 3.9 | 2.9 | .8  | .2  | 7.2  |
| 2008–09† | Лос-Анджелес Лейкерс | 65  | 34  | 17.9 | .436 | .298 | .719 | 2.8 | 2.7 | .5  | .2  | 5.0  |
| 2009–10† | Лос-Анджелес Лейкерс | 29  | 0   | 9.4  | .357 | .412 | .500 | 1.3 | 1.4 | .3  | .0  | 2.4  |
| 2010–11  | Лос-Анджелес Лейкерс | 54  | 0   | 9.0  | .328 | .235 | .700 | 1.2 | 1.1 | .2  | .1  | 1.7  |
| 2011–12  | Лос-Анджелес Лейкерс | 9   | 0   | 7.2  | .429 | .000 | .000 | 1.6 | .6  | .2  | .0  | 1.3  |
| 2011–12  | Клівленд Кавальєрс   | 21  | 0   | 14.2 | .353 | .438 | .000 | 1.7 | 1.4 | .1  | .0  | 2.0  |
| 2012–13  | Клівленд Кавальєрс   | 50  | 0   | 17.1 | .392 | .299 | .500 | 2.9 | 3.3 | .8  | .3  | 3.4  |
| Кар'єра  | Кар'єра              | 564 | 138 | 17.2 | .429 | .326 | .715 | 2.8 | 2.3 | .6  | .2  | 4.7  |

#### Плей-оф
| Сезон   | Команда              | GP | GS | MPG  | FG%  | 3P%  | FT%   | RPG | APG | SPG | BPG | PPG  |
| ------- | -------------------- | -- | -- | ---- | ---- | ---- | ----- | --- | --- | --- | --- | ---- |
| 2004    | Лос-Анджелес Лейкерс | 17 | 0  | 7.9  | .345 | .385 | .700  | 1.3 | 1.5 | .4  | .1  | 1.9  |
| 2006    | Лос-Анджелес Лейкерс | 7  | 7  | 33.6 | .458 | .364 | 1.000 | 6.4 | 1.7 | 1.0 | .1  | 12.1 |
| 2007    | Лос-Анджелес Лейкерс | 5  | 5  | 25.6 | .389 | .417 | .750  | 4.2 | 2.6 | 1.4 | .2  | 7.2  |
| 2008    | Лос-Анджелес Лейкерс | 21 | 0  | 16.8 | .454 | .423 | .722  | 2.6 | 2.0 | .5  | .2  | 6.0  |
| 2009†   | Лос-Анджелес Лейкерс | 21 | 0  | 15.8 | .427 | .313 | .611  | 2.5 | 2.1 | .7  | .1  | 3.8  |
| 2010†   | Лос-Анджелес Лейкерс | 16 | 0  | 6.0  | .304 | .222 | .500  | .5  | .9  | .1  | .1  | 1.1  |
| 2011    | Лос-Анджелес Лейкерс | 1  | 0  | 4.0  | .000 | .000 | .000  | 1.0 | .0  | .0  | .0  | .0   |
| Кар'єра | Кар'єра              | 88 | 12 | 14.6 | .420 | .360 | .701  | 2.3 | 1.7 | .5  | .1  | 4.3  |